# Ophion longiceps
Ophion longiceps är en stekelart som först beskrevs av Henry Keith Townes, Jr. 1971.  Ophion longiceps ingår i släktet Ophion och familjen brokparasitsteklar. Inga underarter finns listade i Catalogue of Life.